# Nuestra Señora de Manáoag
Nuestra Señora de Manáoag (nombre oficial: Nuestra Señora del Santísimo Rosario de Manáoag) es una advocación mariana venerada en Manáoag, Pangasinán (Filipinas). Bajo este título, la Virgen María es invocada como patrona de los enfermos, los desamparados y los necesitados, celebrándose su fiesta en dos días distintos: el tercer miércoles después del Domingo de Pascua y el primer domingo de octubre.
La imagen, realizada en marfil y plata, está fechada en el siglo xvi y se custodia en el Santuario de Nuestra Señora del Santísimo Rosario de Manáoag, uno de los lugares de mayor peregrinación del país, administrado por la orden de predicadores de la Arquidiócesis de Lingayén-Dagupán. El papa Pío XI coronó canónicamente la imagen de la Virgen el 22 de abril de 1926, mientras que el papa Benedicto XVI otorgó a su santuario las mismas indulgencias que a la Basílica de Santa María la Mayor el 21 de junio de 2011.

## Historia

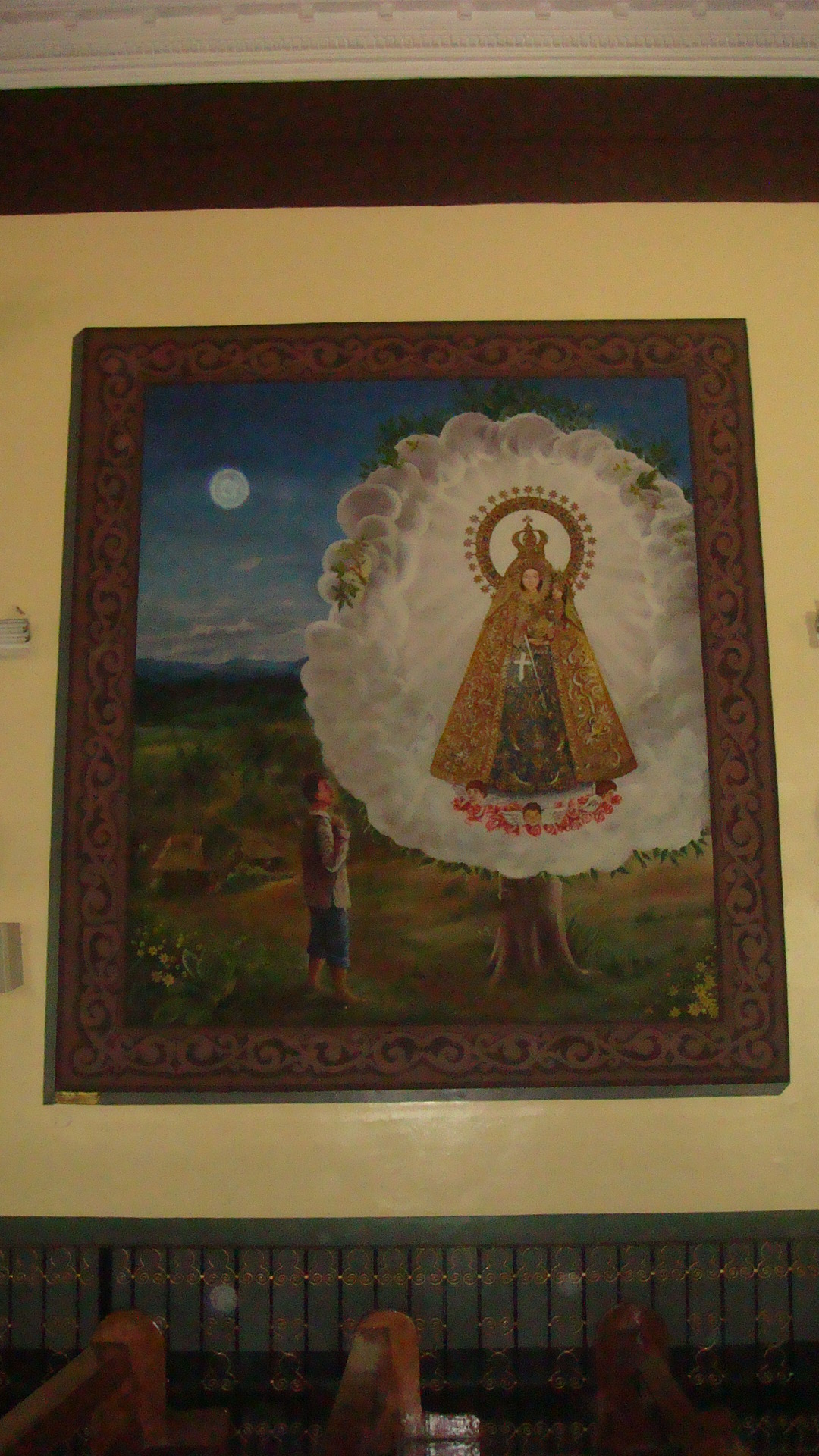
Representación de la aparición de la Virgen al granjero. Transepto del Santuario de Nuestra Señora del Santísimo Rosario de Manáoag

La imagen de Nuestra Señora de Manáoag, ubicada en el altar mayor del santuario, es una talla del siglo xvi realizada en marfil y plata la cual representa a la Virgen con el Niño Jesús. De origen español, fue llevada a principios del siglo xvii por el padre Juan de San Jacinto a Filipinas a través de Acapulco, México, mediante el conocido como Galeón de Manila.

## Leyenda
Documentos de 1610 atestiguan que un granjero de mediana edad oyó la misteriosa voz de una mujer mientras caminaba de regreso a su casa. El hombre miró a su alrededor y vio sobre la copa de un árbol cubierta de nubes y envuelta en un resplandor celestial a la Virgen María, quien sujetaba un rosario en su mano derecha y al Niño Jesús en su mano izquierda. La Virgen pidió al granjero que se le erigiese una iglesia: «Hijo, quiero una iglesia en mi honor. Mis hijos recibirán muchos favores en este lugar», procediéndose a la construcción de una capilla en la cima de la colina donde tuvo lugar la aparición, en torno a la cual se levantó la ciudad de Manáoag. Tras relatar este acontecimiento a familiares y conocidos, varios campesinos de la zona acudieron a verificar la aparición; a su regreso, se les preguntó de dónde venían, a lo que respondieron: «Dimad Apo ya Mantatawag» («De dónde la Señora me llama»). El término «Mantatawag» se convertiría con el paso del tiempo en «Mantawag», que en pangasinense y dialectos ilocanos significa «llamar», derivando hasta el actual Manaoag.

## Milagros

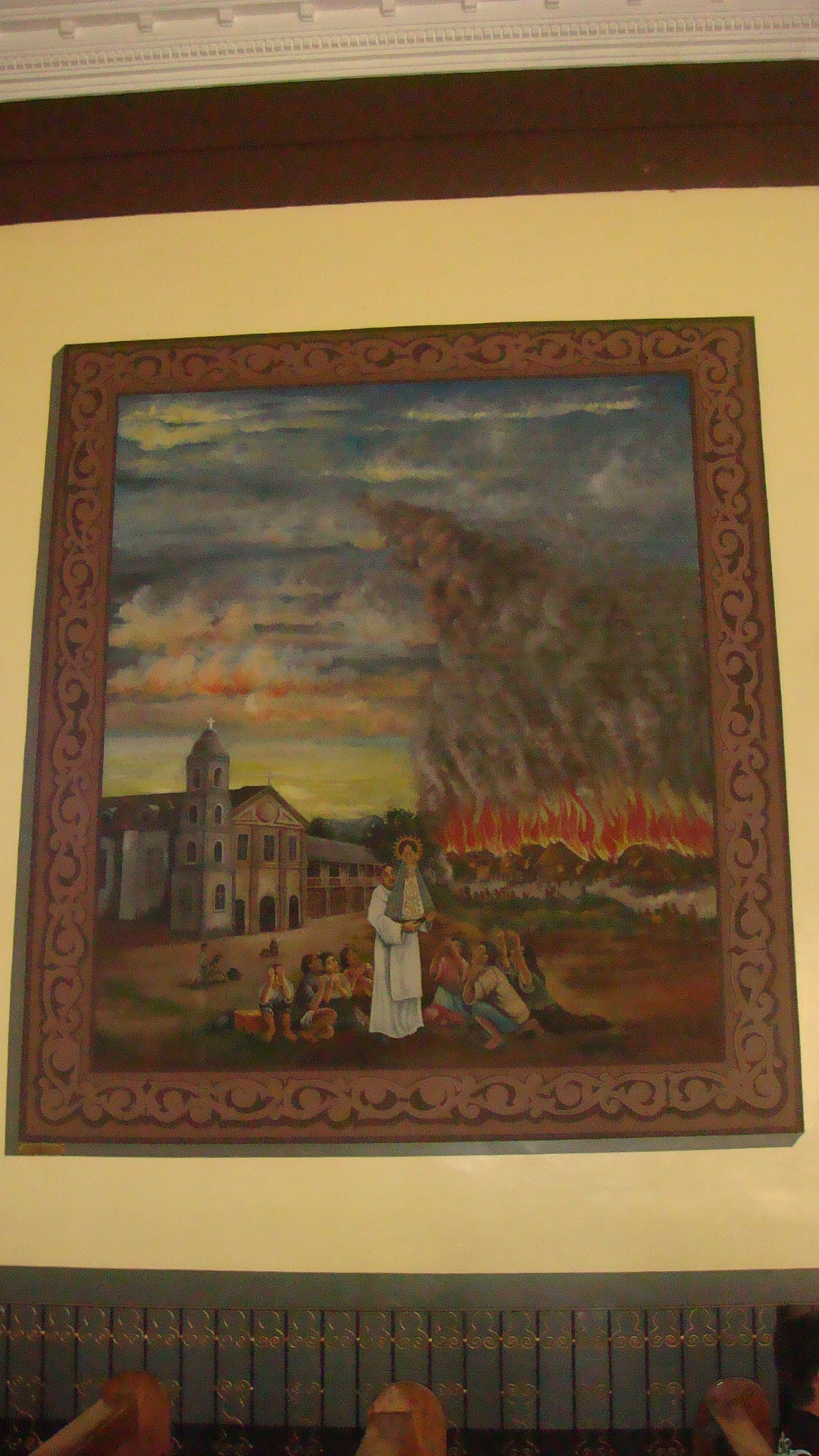
Representación de la Virgen salvando a la ciudad de un incendio. Transepto del Santuario de Nuestra Señora del Santísimo Rosario de Manáoag

En los primeros días de la era española, tribus animistas de las montañas procedieron a la quema de aldeas que habían sido recientemente cristianizadas. La ciudad de Manáoag estuvo entre los asentamientos incendiados por los asaltantes, provocando la huida de los habitantes hacia la iglesia, cuyo techo era de paja. El líder de los saqueadores trepó por la tosca valla que cercaba el templo y disparó flechas incendiarias al edificio, las cuales milagrosamente no lograron prender fuego a la estructura. Por su parte, durante la Segunda Guerra Mundial las fuerzas japonesas arrojaron numerosas bombas en el vecindario situado en torno a la iglesia, la cual solo sufrió pequeños desperfectos. Cuatro bombas cayeron muy cerca del templo; tres impactaron en la plaza aledaña a la estructura y en la fachada, lo que provocó la destrucción de ambas, mientras que la cuarta cayó directamente sobre el santuario, aunque milagrosamente no llegó a explotar. La supuesta presencia de crisantemos en la iglesia evitó además que los soldados japoneses la profanasen, puesto que estas flores son veneradas en su cultura.
Otros milagros atribuidos a Nuestra Señora de Manáoag incluyen lluvias durante épocas de sequía, la resurrección de un joven mediante la intercesión de la Virgen y agua bendita, el cese de un incendio originado en el templo, y la resistencia a varios intentos de traslado del santuario. En época reciente aún se atribuyeron milagros a la Virgen, principalmente por creyentes, los cuales fueron difundidos oralmente así como mediante publicaciones y leyendas. Así mismo, los peregrinos suelen invocar a Nuestra Señora de Manáoag en tiempos de extrema necesidad, con algunos fieles llegados de zonas alejadas solo para solicitar favores a la Virgen.

## Descripción

### Altar
La imagen de Nuestra Señora de Manáoag está protegida tras un cristal a prueba de balas en un retablo situado en el altar mayor, con motivos ornamentales tallados en madera, un pedestal y cuatro candelabros dorados. Sobre la ventana tras la que se custodia la imagen se halla incrustado el escudo de armas de los dominicos como prueba de la devoción de la orden a Nuestra Señora de Manáoag. Por su parte, destaca un bajorrelieve, tallado en madera de narra bajo el trono, representativo de los eventos históricos relacionados con la devoción a la Virgen.

### Joyas
El valor de la imagen y su corona son considerados incalculables; ha habido numerosos intentos de robar las joyas cosidas al vestido de la imagen al igual que las colocadas en otros artículos como coronas, aureolas, rosarios, cetros y un bastón de mariscal. Gran parte de las coronas y aureolas, donadas por devotos locales y extranjeros, se custodian en el museo del templo. Así mismo, también se conserva una extensa colección de vestimentas litúrgicas usadas por la imagen y por sacerdotes dominicos, además de varios perfumes empleados para ungir a la Virgen, todo ello exvotos de fieles y peregrinos alrededor del mundo.

## Réplicas

### Guam
Una réplica de la imagen de Nuestra Señora de Manáoag de 90 centímetros fue donada por un devoto y trasladada al territorio no incorporado de Guam el 17 de agosto de 2012. La estatua, la cual viajó como pasajero en un vuelo de United Airlines, fue emplazada en la Iglesia de San Antonio y San Víctor de Tamuning, donde se celebró una ceremonia al día siguiente.

### Chicago
La Iglesia de Santa Eduvigis, en Chicago (Estados Unidos), posee un altar dedicado a Nuestra Señora de Manáoag en un lateral del templo. Un incendio en el sótano quemó un área de aproximadamente 4,5 metros por 90 centímetros debajo del altar en abril de 2008, lo que provocó la destrucción de la imagen, donada por devotos, si bien la misma fue reemplazada por otra que logró salvarse de las llamas.

## Veneración
La arquidiócesis, acorde a la costumbre de venerar la imagen mediante el contacto directo con la talla o su ropa, instaló una escalera la cual conduce hasta la sala de veneración en la segunda planta, detrás del ábside. Esta sala alberga bancos emplazados frente al nicho, tras el altar; los fieles se arrodillan ante el pequeño cristal situado detrás de la base de la talla para rezar y tocar el dobladillo del manto de la Virgen, depositando habitualmente oraciones escritas en una urna próxima a la estatua. Tras venerar la imagen, los devotos atraviesan la tienda de objetos religiosos del santuario antes de salir del templo.

### Festividad
La primera fiesta en honor a Nuestra Señora de Manáoag se celebra el tercer miércoles después del Domingo de Pascua. El punto álgido de las peregrinaciones se produce durante las épocas de Cuaresma y Pascua; el mes de mayo; y el mes de octubre, donde la fiesta universal de Nuestra Señora del Rosario es celebrada el primer domingo del mes. En todas estas ocasiones se realiza un procesión tras la misa de tarde.

### Servicios
Miles de personas se reúnen los sábados y domingos para rezar sus oraciones a la Virgen, oír misa, rezar el rosario, hacer ofrendas florales, encender velas, comprar artículos religiosos, llevar objetos para ser bendecidos, obtener agua bendita, y participar en las actividades de la parroquia. La bendición de artículos religiosos se lleva a cabo en la parte posterior del santuario después de cada misa, mientras que el agua bendita se dispensa en el mismo lugar de manera gratuita.
Tanto las procesiones como el rosario de los sábados antes de la misa de las 5:00 horas cuentan con un gran número de peregrinos procedentes de Metro Manila y las Regiones I (Ilocos), II (Valle del Cagayán) y III (Luzón Central). Los ritos del primer sábado son de conformidad con la Comunión Reparadora de los cinco primeros sábados, solicitada por Nuestra Señora de Fátima en su tercera aparición el 13 de julio de 1917 con el fin de preservar la paz mundial. Cualquiera de las misas regulares puede ser oficiada para realizar peticiones de carácter personal o en señal de agradecimiento. Además, las misas de los viernes a las 7:00 horas (a excepción de la del Viernes Santo) pueden ser ofrecidas por el alma de un fallecido atrapada en el Purgatorio.

## Galería de imágenes

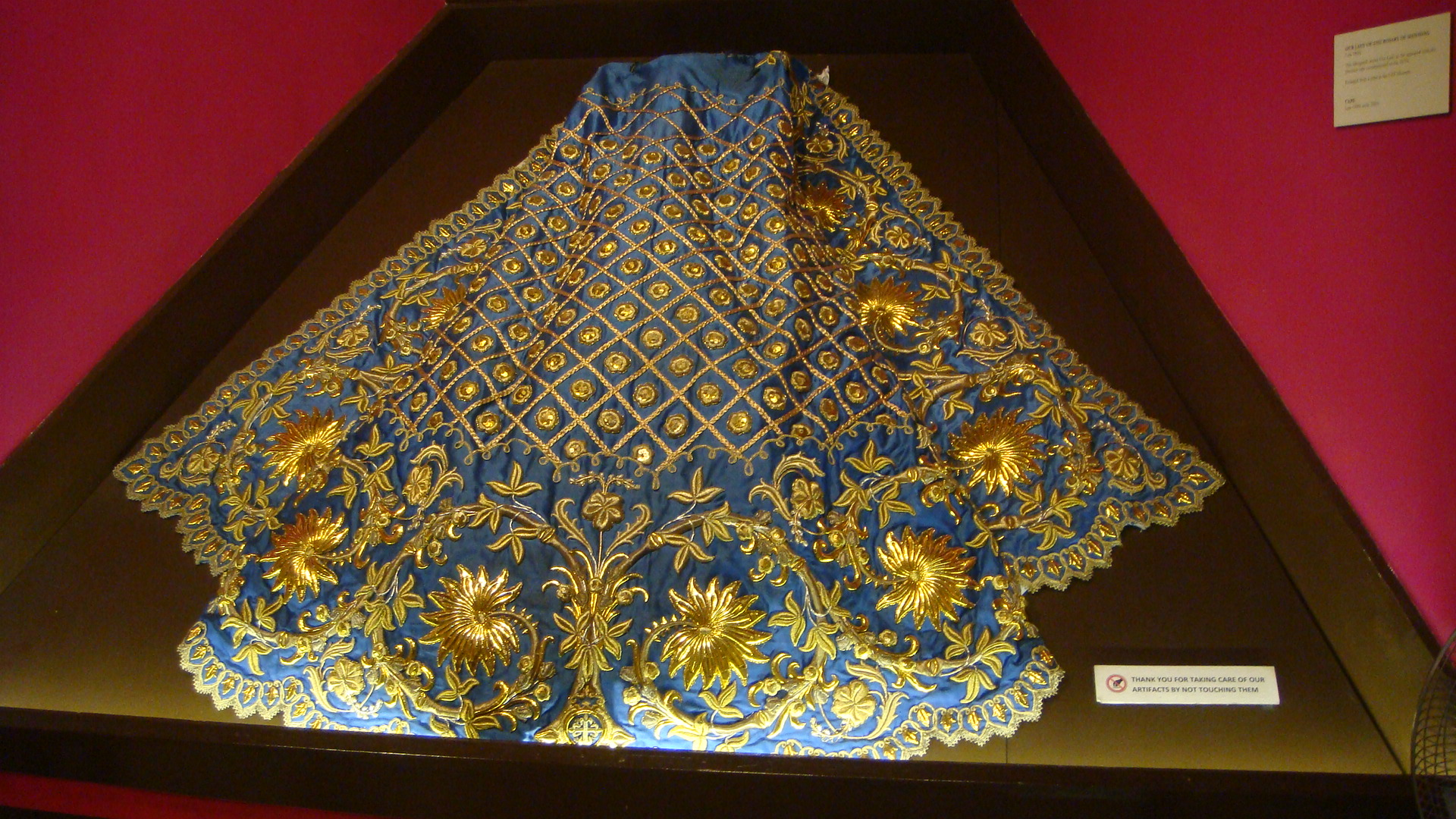
Manto de Nuestra Señora de Manáoag (c. 1870)
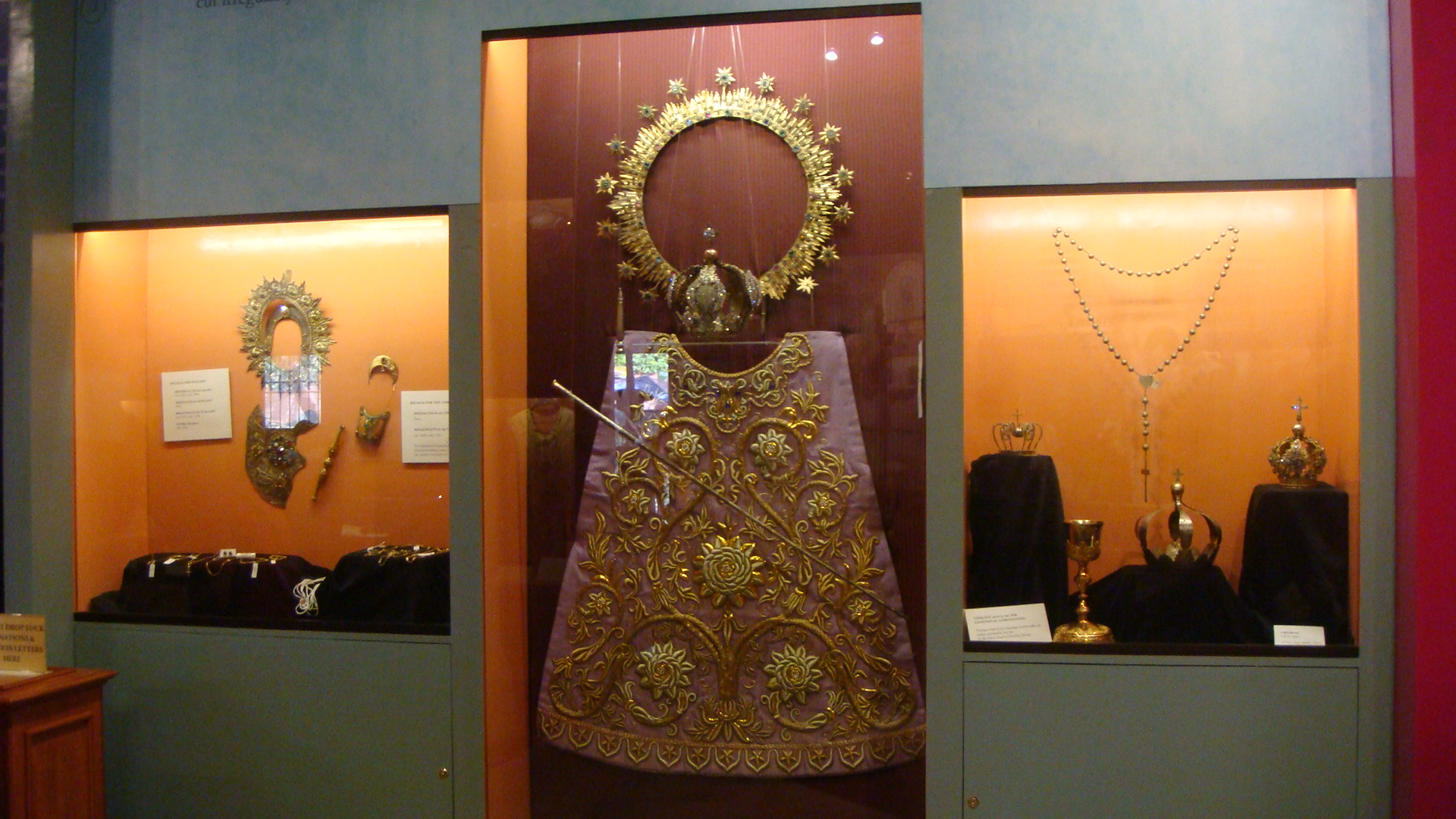
Peto, aureolas, coronas, cetros, bastón y vestidos de Nuestra Señora de Manáoag
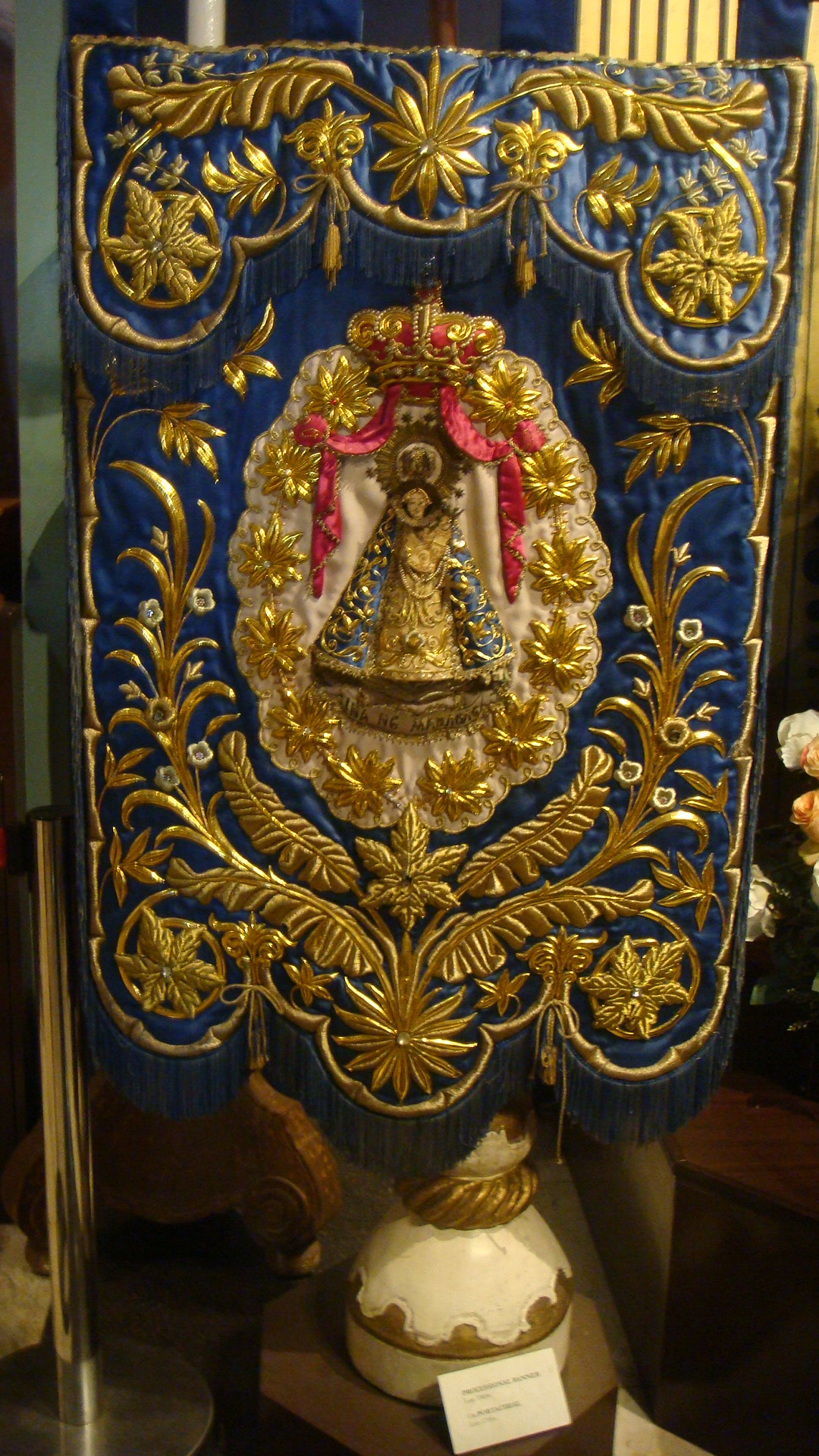
Estandarte procesional.
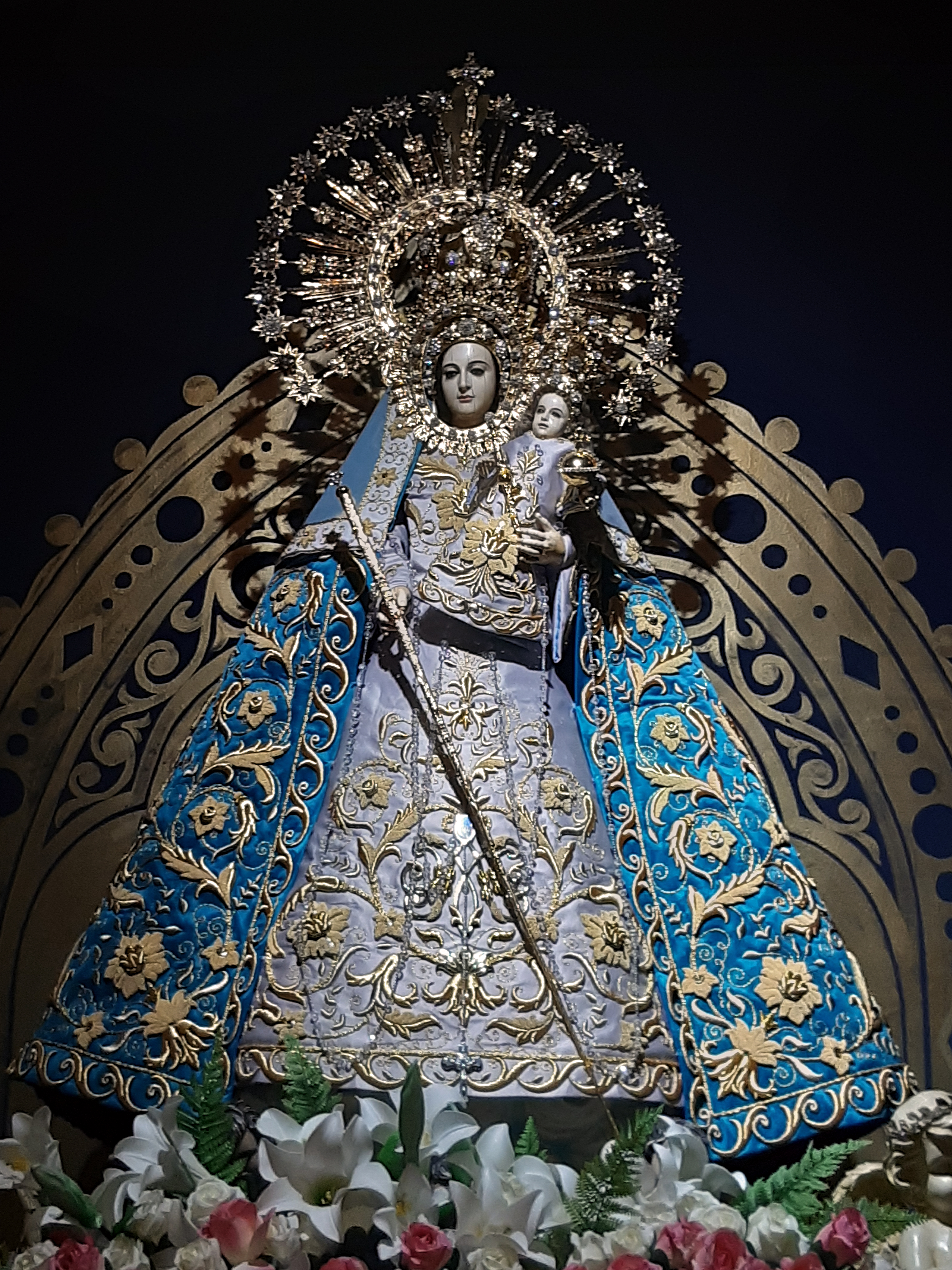
Antigua réplica en marfil de Nuestra Señora de Manáoag en el museo del santuario.